# かほく市立金津小学校
かほく市立金津小学校（ - しりつ かなづしょうがっこう）は、石川県かほく市にある公立（かほく市立）小学校。設立当時は河北郡宇ノ気町立金津小学校であったが、平成の市町村大合併によりかほく市立となった。

## 概要
- 所在地 - 石川県かほく市谷カ30
- 学校長 - 水本 志津代

## 沿革
- 1873年（明治6年）11月 - 上田名小学校を創立。通学区は、谷、笠島、上田名、横山。同年、余地小学校を創立。通学区は、余地、若緑。
- 1892年（明治25年）4月 - 金津谷村立上田名尋常小学校、金津谷村立余地尋常小学校とそれぞれ改称。
- 1899年（明治32年）12月 - 上田名・余地両小学校が合併し、金津谷尋常小学校と改称。若緑冬期分校が開校。
- 1902年（明治35年）4月 - 高等科設置。
- 1908年（明治41年）4月 - 高松・金津谷両村の合併により、高松村立金津谷尋常小学校と改称。
- 1913年（大正2年） - 校歌制定。
- 1917年（大正6年）11月 - 創立五十周年記念式典挙行。
- 1928年（昭和3年）1月 - 高松村立金津尋常小学校と改称。
- 1941年（昭和16年）4月 - 国民学校令により、金津国民学校と改称。
- 1947年（昭和22年）4月 - 学制改革により、高等科を廃止し、高松町立金津小学校と改称。
- 1949年（昭和24年）8月 - 1954年（昭和29年）8月まで校舎敷地の排土作業実施。
- 1950年（昭和25年）4月 - 高松町から分離し、金津村立金津小学校と改称。
- 1951年（昭和26年）8月 - 排土作業中に土砂が崩れ、2名が死亡する事故が発生。
- 1957年（昭和32年）7月 - 全面2階建校舎1棟を建設。
- 1960年（昭和35年）4月 - 宇ノ気町との合併により、宇ノ気町立金津小学校と改称
- 1961年（昭和36年）4月 - 宇ノ気中学校と合併し、金津中学校を廃止。
- 1973年（昭和48年）
  - 7月 - プール完成。
  - 11月 - 創立百周年記念式典挙行し、記念行事開催。
- 1974年（昭和49年）7月 - 岩山庭園完成。
- 1979年（昭和54年）8月 - 奉仕の塔建立。
- 1989年（平成元年）9月 - 西田幾多郎博士胸像設置除幕。
- 1993年（平成5年）11月 - 新校舎起工式挙行。
- 1995年（平成7年）
  - 3月 - 閉校式挙行し、新校舎へ移転。
  - 4月 - 修祓と開校の両式典挙行。
  - 5月 - 新校舎落成式挙行。
- 1996年（平成8年）2月 - 運動場完成。
- 2000年（平成12年）10月 - 藤棚設置し、藤の木植樹。
- 2001年（平成13年）9月 - アスレチック設置、金津の森階段づくり。
- 2003年（平成15年）11月 - 金津の森、金津わくわくハウス建築。
- 2004年（平成16年）3月1日 - 宇ノ気・高松・七塚の3町合併による、かほく市発足により、かほく市立金津小学校と改称。
- 2006年（平成18年）4月 - 知的障害学級設置。
- 2010年（平成22年）4月 - いしかわ学校版環境ISO認定。
- 2011年（平成23年）
  - 4月 - 自閉症・情緒障害学級設置。
  - 8月 - 金津の森「ウッドデッキ」設置。
- 2012年（平成24年）8月 - コンピュータ室のパソコンを入替。
- 2013年（平成25年）11月 - 創立百四十周年記念式典挙行。
- 2014年（平成26年）
  - 4月 - 石川県より「実践的防災教育総合支援事業」学校防災アドバイザー派遣校に指定。
  - 8月 - 金津の森「将来の夢」を記した杭の設置。
- 2015年（平成27年）7月 - 「JAXAコスミックカレッジin金津」開催。
- 2016年（平成28年）
  - 4月 - コミュニティースクール指定。
  - 10月 - 大規模改修完了、遊具広場完成。
- 2022年（令和4年）4月 - かほく市小規模特認校に指定。
- 2023年（令和5年）
  - 4月 - 2・3年生複式化。
  - 10月21日 - 創立百五十周年記念式典挙行[1]。
- 2024年（令和6年）1月1日 - 16時10分頃に発生した令和6年能登半島地震により、屋外外構舗装の浮き・割れ等の被害が生じた[2]。

## 校舎について
近年、教育改革と時期を合わせるようにして、全国各地で「新しい学校」の創造を建築コンセプトとして掲げた学校建築が数多く見られる。同校の校舎は多くの建築設計を手がけ、世界的にも著名な建築家安藤忠雄が設計したものである。氏は独自の思想哲学を展開し、同校の建築においても「考える子」の育成を念頭に置いて様々な新しい試みを行っている。

## 通学区域と進学先中学校
出典

### 通学区域
- 横山、笠島、谷、上田名、余地

### 進学先中学校
- かほく市立宇ノ気中学校

## アクセス
- かほく市福祉巡回バス（福祉が付されているが誰でも利用可能）「北回りルート」で、「谷公民館前」停留所下車後、徒歩約410m・6〜7分。ただし、かほく市福祉巡回バス「北回りルート」は、月曜日と水曜日のみ運行。
- JR西日本七尾線
  - 横山駅より、
    - 徒歩約1.7km・約27分。
    - 上述のかほく市福祉巡回バス「北回りルート」（下り線）で6分、「谷公民館前」停留所下車後、徒歩（逆方向の横山駅までは上り線を利用）。

  - 高松駅より、
    - 上述のかほく市福祉巡回バス「北回りルート」（上り線）で26分、「谷公民館前」停留所下車後、徒歩（逆方向の高松駅までは下り線を利用）。
    - 車で約1.8km・約3分。

  - かほく市役所より、
    - 上述のかほく市福祉巡回バス「北回りルート」（下り線）で26分、「谷公民館前」停留所下車後、徒歩（逆方向のかほく市役所までは上り線を利用）。
    - 車で約4.1km・約8分。